# Стетлер
Стетлер (англ. Stettler) — містечко в Канаді, у провінції Альберта, у складі муніципального району Стеттлер № 6.

## Населення
За даними перепису 2016 року, містечко нараховувало 5952 особи, показавши зростання на 3,5%, порівняно з 2011-м роком. Середня густина населення становила 453 осіб/км².
З офіційних мов обидвома одночасно володіли 145 жителів, тільки англійською — 5 795, а 20 — жодною з них. Усього 425 осіб вважали рідною мовою не одну з офіційних, з них 5 — одну з корінних мов, а 30 — українську.
Працездатне населення становило 3 135 осіб (69,4% усього населення), рівень безробіття — 11,6% (14,7% серед чоловіків та 8,7% серед жінок). 85,2% осіб були найманими працівниками, а 13,1% — самозайнятими.
Середній дохід на особу становив $47 691 (медіана $37 015), при цьому для чоловіків — $59 744, а для жінок $36 423 (медіани — $49 877 та $29 824 відповідно).
31,1% мешканців мали закінчену шкільну освіту, не мали закінченої шкільної освіти — 21,8%, 47,1% мали післяшкільну освіту, з яких 20,7% мали диплом бакалавра, або вищий.
| Статево-вікова структура населення | Статево-вікова структура населення | Статево-вікова структура населення | Статево-вікова структура населення | Статево-вікова структура населення |
| ---------------------------------- | ---------------------------------- | ---------------------------------- | ---------------------------------- | ---------------------------------- |
|                                    |                                    |                                    |                                    |                                    |
| Всього                             | Всього                             | 48,0%52,0%                         |                                    |                                    |
| 0 — 14 років                       | 0 — 14 років                       |                                    | 17,9%                              | 17,9%                              |
| 15 — 64 років                      | 15 — 64 років                      |                                    | 59,8%                              | 59,8%                              |
| 65 і більше                        | 65 і більше                        |                                    | 22,3%                              | 22,3%                              |
| 85 і більше                        | 85 і більше                        |                                    | 4,7%                               | 4,7%                               |
| Середній вік (років)               | Середній вік (років)               | 40,944,2                           | 42,6                               | 42,6                               |
| Медіана (років)                    | Медіана (років)                    | 39,543,7                           | 41,4                               | 41,4                               |
| — чоловіки — жінки                 |                                    |                                    |                                    |                                    |

| Походження мешканців:     | Походження мешканців:     | Походження мешканців: | Походження мешканців: | Походження мешканців: |
| ------------------------- | ------------------------- | --------------------- | --------------------- | --------------------- |
| Походження                |                           |                       | осіб                  | %                     |
| Корінні американці        | Корінні американці        |                       | 430                   | 7.22%                 |
| Інше північноамериканське | Інше північноамериканське |                       | 1 855                 | 31.17%                |
| Європейське               | Європейське               |                       | 4 420                 | 74.26%                |
| британське                | британське                |                       | 3 120                 | 52.42%                |
| французьке                | французьке                |                       | 470                   | 7.9%                  |
| українське                | українське                |                       | 485                   | 8.15%                 |
| Латинськоамериканське     | Латинськоамериканське     |                       | 30                    | 0.5%                  |
| Карибське                 | Карибське                 |                       | 35                    | 0.59%                 |
| Африканське               | Африканське               |                       | 70                    | 1.18%                 |
| Азійське                  | Азійське                  |                       | 345                   | 5.8%                  |
| Океанійське               | Океанійське               |                       | 10                    | 0.17%                 |

| Зайнятість населення за галузями (за класифікацією NOC): | Зайнятість населення за галузями (за класифікацією NOC): | Зайнятість населення за галузями (за класифікацією NOC): | Зайнятість населення за галузями (за класифікацією NOC): | Зайнятість населення за галузями (за класифікацією NOC): |
| -------------------------------------------------------- | -------------------------------------------------------- | -------------------------------------------------------- | -------------------------------------------------------- | -------------------------------------------------------- |
|                                                          |                                                          |                                                          |                                                          |                                                          |
| Управління                                               | Управління                                               |                                                          | 11,4%                                                    | 11,4%                                                    |
| Бізнес, фінанси та адміністрування                       | Бізнес, фінанси та адміністрування                       |                                                          | 13%                                                      | 13%                                                      |
| Природничі та прикладні науки                            | Природничі та прикладні науки                            |                                                          | 3,9%                                                     | 3,9%                                                     |
| Охорона здоров'я                                         | Охорона здоров'я                                         |                                                          | 7,5%                                                     | 7,5%                                                     |
| Освіта, правозахист, муніципальні та урядові служби      | Освіта, правозахист, муніципальні та урядові служби      |                                                          | 6,2%                                                     | 6,2%                                                     |
| Мистецтво, культура, відпочинок та спорт                 | Мистецтво, культура, відпочинок та спорт                 |                                                          | 1,5%                                                     | 1,5%                                                     |
| Роздрібна торгівля та послуги                            | Роздрібна торгівля та послуги                            |                                                          | 25,5%                                                    | 25,5%                                                    |
| Гуртова торгівля, транспорт та обладнання                | Гуртова торгівля, транспорт та обладнання                |                                                          | 21,8%                                                    | 21,8%                                                    |
| Природні ресурси, сільське господарство                  | Природні ресурси, сільське господарство                  |                                                          | 4,4%                                                     | 4,4%                                                     |
| Виробництво                                              | Виробництво                                              |                                                          | 5%                                                       | 5%                                                       |

## Клімат
Середня річна температура становить 2,9°C, середня максимальна – 21,6°C, а середня мінімальна – -19,2°C. Середня річна кількість опадів – 464 мм.
| Клімат поселення                              | Клімат поселення | Клімат поселення | Клімат поселення | Клімат поселення | Клімат поселення | Клімат поселення | Клімат поселення | Клімат поселення | Клімат поселення | Клімат поселення | Клімат поселення | Клімат поселення | Клімат поселення |
| Показник                                      | Січ.             | Лют.             | Бер.             | Квіт.            | Трав.            | Черв.            | Лип.             | Серп.            | Вер.             | Жовт.            | Лист.            | Груд.            |                  |
| Середній максимум, °C                         | −6,15            | −2,68            | 2,29             | 10,68            | 16,84            | 20,90            | 21,60            | 20,92            | 15,68            | 9,94             | 0,35             | −5,56            |                  |
| Середня температура, °C                       | −12,68           | −9,22            | −4,29            | 4,10             | 10,30            | 14,38            | 16,43            | 15,77            | 10,50            | 4,78             | −4,8             | −10,72           |                  |
| Середній мінімум, °C                          | −19,23           | −15,75           | −10,8            | −2,4             | 3,77             | 7,81             | 11,27            | 10,60            | 5,35             | −0,4             | −9,98            | −15,89           |                  |
| Норма опадів, мм                              | 21               | 16               | 22               | 23               | 50               | 84               | 89               | 60               | 44               | 20               | 18               | 17               |                  |
| Середньомісячна швидкість вітру, м/с          | 3.70             | 3.60             | 3.80             | 4.05             | 4.10             | 3.78             | 3.40             | 3.20             | 3.50             | 3.70             | 3.90             | 3.80             |                  |
| Середньомісячна сонячна радіація, кДж/м²·день | 3807             | 7445             | 12484            | 17484            | 20801            | 22090            | 22666            | 19086            | 13222            | 7961             | 4081             | 2839             |                  |
| --------------------------------------------- | ---------------- | ---------------- | ---------------- | ---------------- | ---------------- | ---------------- | ---------------- | ---------------- | ---------------- | ---------------- | ---------------- | ---------------- | ---------------- |
| Джерело:                                      |                  |                  |                  |                  |                  |                  |                  |                  |                  |                  |                  |                  |                  |